# Blažice
Blažice é um município da Eslováquia, situado no distrito de Košice-okolie, na região de Košice. Tem 3,4 km² de área e sua população em 2018 foi estimada em 638 habitantes.

## Demografia
| Ano:        | 1994 | 2004    | 2014    | 2024   |
| ----------- | ---- | ------- | ------- | ------ |
| Broj ljudi: | 395  | 496     | 600     | 655    |
| Razlika:    |      | +25,56% | +20,96% | +9,16% |

| Ano:               | 2023 | 2024   |
| ------------------ | ---- | ------ |
| Número de pessoas: | 645  | 655    |
| Diferença:         |      | +1,55% |